# Reginonis Chronicon
«Хро́ніка Регіно́» (лат. Reginonis Chronicon) — середньовічна латиномовна хроніка. Автор — Регіно Прюмський, абат Прюмського монастиря. Написана 908 року в Трірі. Присвячена єпископу Адальберту Аусбургському. Описує історію світу, особливо історію Франкської держави і Лотарингії.  Складається з 2 книг: перша охоплює період від народження Ісуса Христа до 741 року; друга —  до 906 року. Збереглася у 10 списках. «Продовження хроніки Регіно» (лат. Continuatio Reginonis) до 967 року склав трірський монах-бенедиктинець Адальберт, що був єпископом руським і першим архієпископом магдебурським. Справила великий вплив на європейську історіографію. Вперше опублікована у Майнці 1521 року. Німецький переклад вийшов 1890 року в серії Monumenta Germaniae Historica. 

## Інші назви
- «Хроніка Регіно, абата Прюмського» (лат. Reginonis abbatis Prumiensis Chronicon)
- «Хроніка Регіно Прюмського»
- «Всесвітня хроніка»
- «Хронікон»

## Видання
- S. de Rotenhan, Magontiae 1521 (VD16 R 599)
- G. H. Pertz, MGH SS., 1, 1826, pp. 537-629  [Архівовано 18 серпня 2018 у Wayback Machine.]
- Migne, PL, 132, coll. 151-174 aus ed. Pertz
- Reginonis abbatis Prumiensis Chronicon cum continuatione Treverensi [Архівовано 18 серпня 2018 у Wayback Machine.] // Kurze F. Monumenta Germaniae historica Scriptores rerum Germanicarum in usum scholarum separatim editi), B. 50, Hanover: 1890  [Архівовано 18 серпня 2018 у Wayback Machine.]

## Переклади
- E. Dümmler, Die Chronik des Abtes Regino von Prüm, in Geschschr. dt. Vorz., 27 (1857, 1939, 5. Aufl.)
- M. Büdinger – W. Wattenbach, Die Fortsetzung des Regino, in Geschschr. dt. Vorz., 28 (1857, 1939, 3. Aufl.)
- R. Rau, Quellen zur karolingischen Reichsgeschichte, III, in Ausgew. Quell., 7 (1960) 181-318 parallel zum lat. Text aus ed. Kurze
- History and Politics in Late Carolingian and Ottonian Europe. The Chronicle of Regino of Prüm and Adalbert of Magdeburg. ed. by MacLean, Simon. Manchester, 2009 ISBN 978-0-7190-7134-8.